# Эльдорадо (стихотворение)
«Эльдора́до» (англ. Eldorado) — стихотворение Эдгара Аллана По, написанное в последние годы жизни писателя и поэта. В стихотворении рассказывается о странствующем рыцаре, который ищет страну золота и драгоценностей — Эльдорадо.
Впервые стихотворение было опубликовано 21 апреля 1849 года Бостонским еженедельником «The Flag of Our Union».

## Краткое содержание
Путешествуя в поисках легендарного Эльдорадо, рыцарь проводит большую часть своей жизни в поиске этой земли. В преклонном возрасте, он, наконец, встречается с «Пилигримом тени», который указывает путь через «Долину Теней».